# روبرت سميث (لاعب كرة قدم أمريكية أمريكي)
روبرت سميث (بالإنجليزية: Robert Smith)‏ هو لاعب كرة قدم أمريكية أمريكي، ولد في 4 مارس 1972 في يوكليد في الولايات المتحدة.

## وصلات خارجية
- روبرت سميث على موقع الاتحاد الدولي لألعاب القوى (الإنجليزية)
- روبرت سميث على موقع مرجع كرة القدم المحترفة.كوم (الإنجليزية)